# Ormosia dicera
Ormosia dicera là một loài ruồi trong họ Limoniidae. Chúng phân bố ở miền Tân bắc.